# 岩倉具賢
岩倉 具賢（いわくら ともかた）は、江戸時代後期の廷臣。官位は従五位下。

## 経歴
今城家6代当主・今城定成の子として誕生。母は中山愛親の娘。権大納言・岩倉具集の養子となる。
岩倉家の養嫡男であり、五位に叙爵もしていたが、17歳のとき養父に先立って夭折した。岩倉具集の跡は大原家から養子に入った具慶が具賢の養子として継いでいる。

## 系譜
- 父：今城定成
- 母：中山愛親の娘
- 養父：岩倉具集（1778-1853）
- 妻：不詳
- 養子
  - 男子：岩倉具慶（1807-1873） - 大原重成の子